# Radkowskie Skały
Radkowskie Skały (česky Radkovské skály) jsou turisticky atraktivní malebné pískovcové skály nacházející se nad městečkem Radków (gmina Radków, Dolnoslezské vojvodství), v Polsku. Patří do polského národního parku Stolové hory.

## Další informace
Radkowskie Skały a Filary Skalne (česky Skalní pilíře) patří do prostředního patra Stolových hor a jsou přístupné z Radkówa po cestě nazývané „Szosa Stu Zakrętów“ („Cesta sta zatáček“).
Skály jsou místy odděleny strmými hlubokými žleby a patří mezi nejatraktivnější turistická místa s vyhlídkami v národním parku Stolové hory.
Skály vznikly procesem eroze pískovcového skalního masivu.

## Galerie

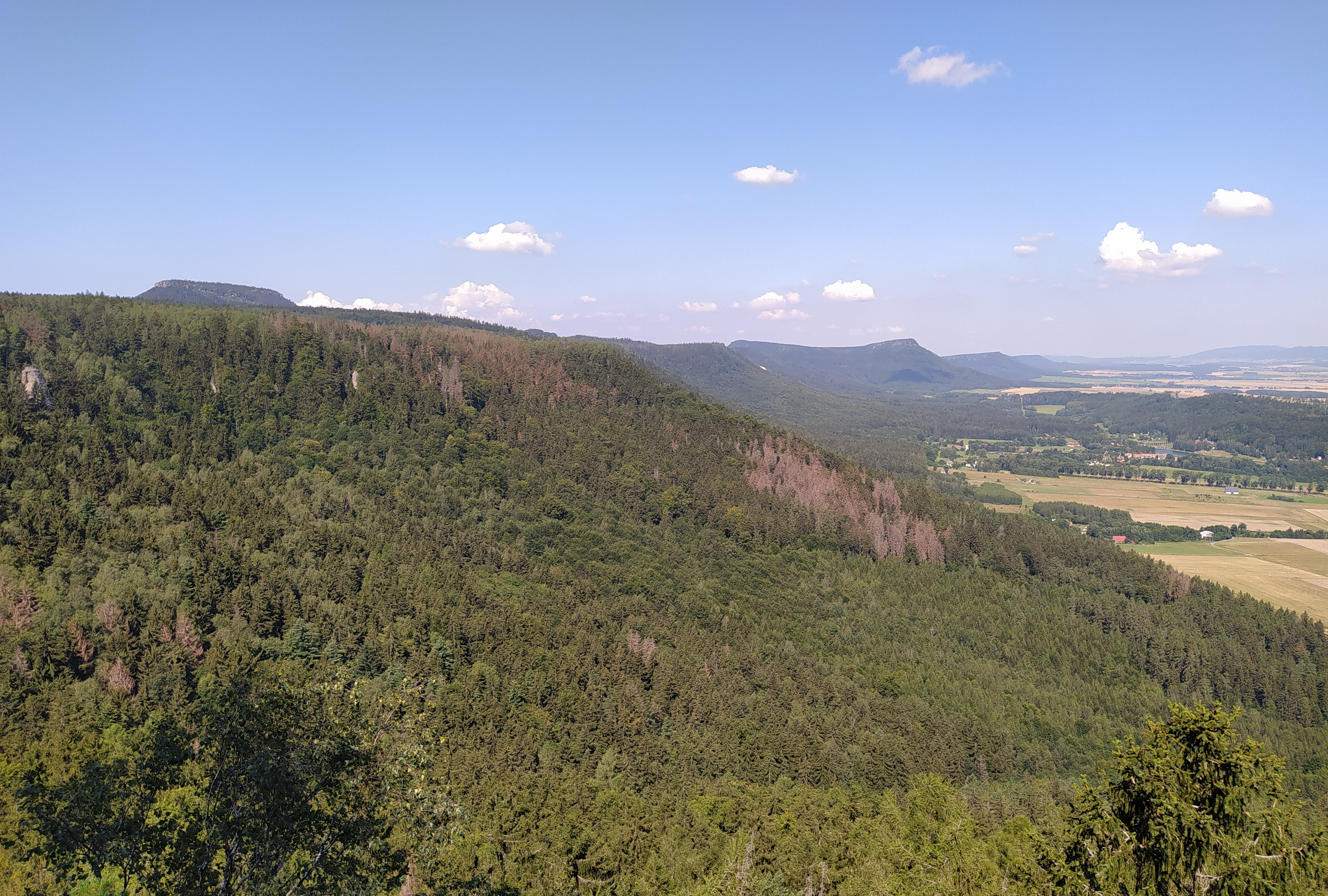
Radkowskie Skaly - pohled na Hejšovinu, Zalew Radkowski a do Čech
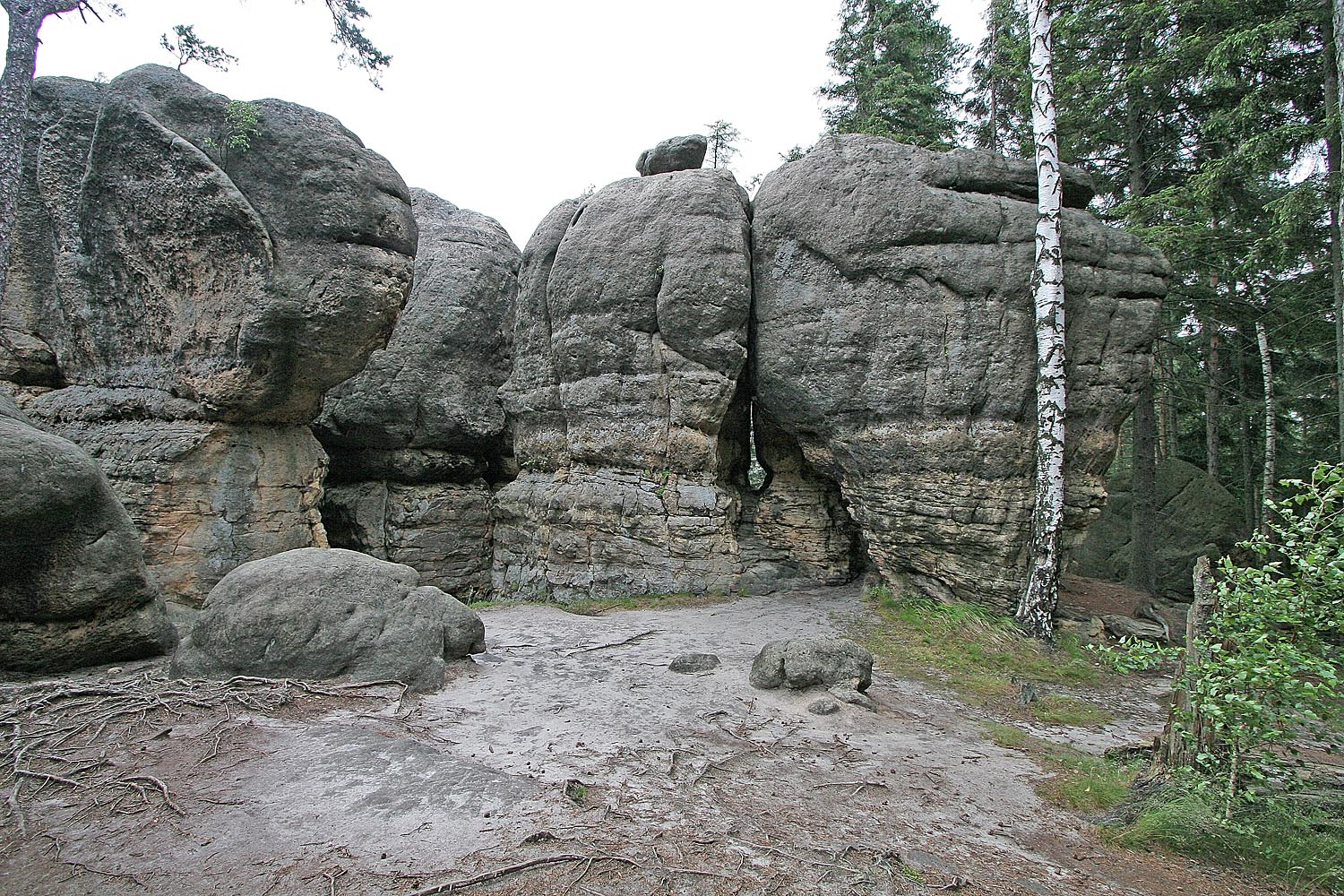
Radkovské skály - Baszty
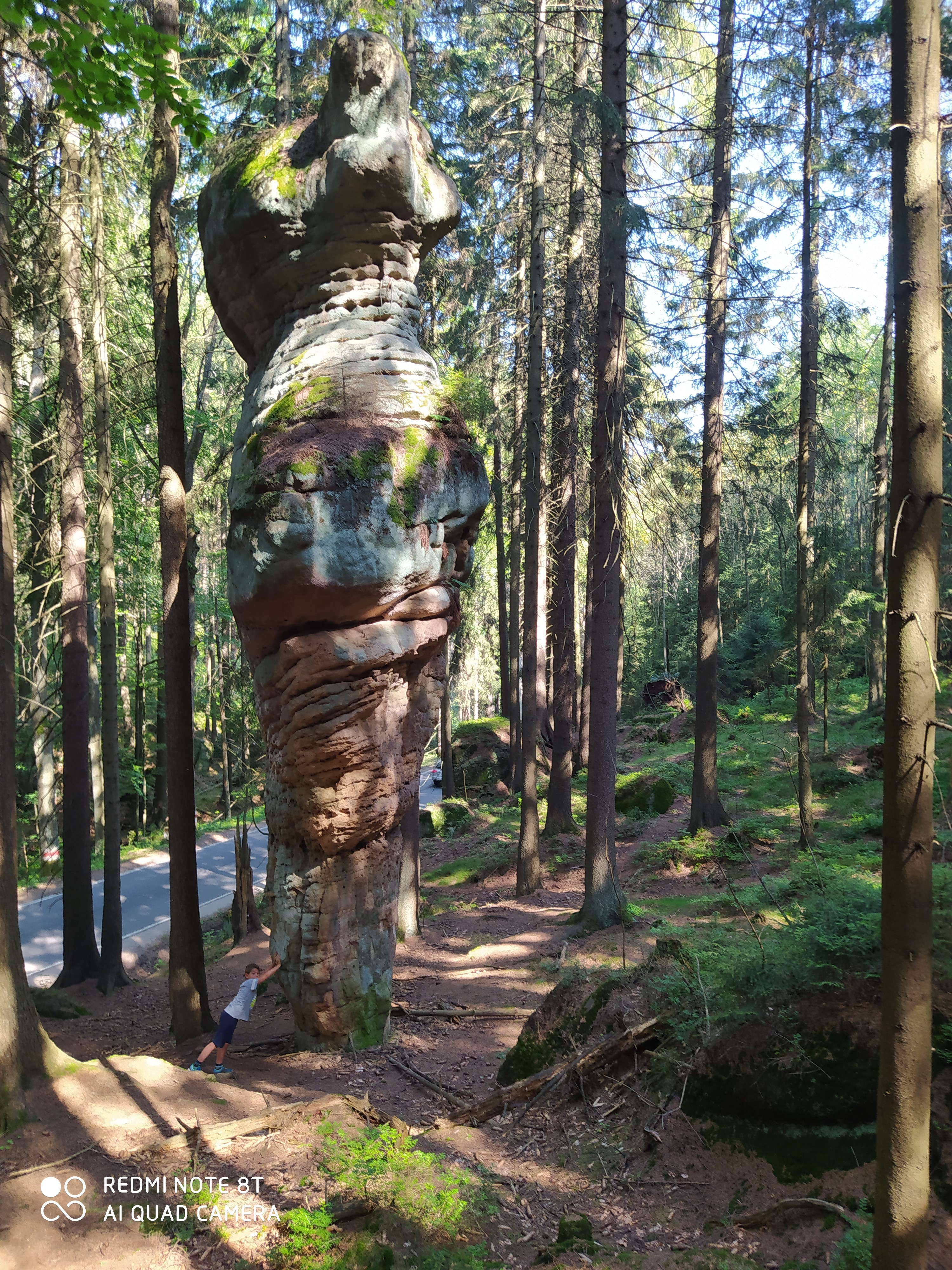
Maczuga (Kýj)